# Future Shock (álbum de Herbie Hancock)
Future Shock es un álbum de estudio del tecladista y compositor norteamericano Herbie Hancock. 

## Productor
Fue producido por "Material" y Hancock y publicado por Columbia en 1983. Dicho álbum es notable por su fusión de Funk, Hip Hop, Pop, Fusión y Techno. "Future Shock" incluyó el sencillo "Rockit", el cual llegó al puesto 71 en la lista de Billboard, al puesto 6 de las listas de R&B y al puesto 1 de la lista de música Dance en los Estados Unidos. Además, el video de "Rockit" obtuvo el premio de MTV al "Mejor Video Conceptual". 

## Críticas
A su vez, "Future Shock" tuvo críticas generalmente positivas por parte de la prensa especializada, aunque el público jazzero más purista criticó el carácter comercial y experimental del álbum, sobre todo por las inclusiones de scratching. Además, llegó al puesto 2 de la lista de álbumes de Jazz, al puesto 10 de la lista de álbumes de R&B y al puesto 43 de Billboard en los Estados Unidos y es considerado uno de los álbumes más influyentes del Jazz, de la Música Electrónica y del Hip Hop. En 1999, Sony Music reeditó "Future Shock" en CD, incluyendo un Megamix de temas de Hancock publicado en 1984 como bonus track.

## Canciones
Todas las canciones compuestas por Herbie Hancock, Bill Laswell y Michael Beinhorn, excepto las indicadas:
1. "Rockit" - 5:22.
2. "Future Shock" (Curtis Mayfield) - 8:02.
3. "TFS" - 5:15.
4. "Earth Beat" - 5:10.
5. "Autodrive" - 6:25.
6. "Rough" - 6:57.

## Músicos
- Herbie Hancock: Teclados, vocoder, compositor y productor.
- Bill Laswell: Bajo, compositor y productor.
- Michael Beinhorn: Teclados, compositor y productor.
- Pete Cosey: Guitarras.
- Grand Mixer D.S.T.: Scratch y turntables. Voz en "Rough".
- Sly Dunbar: Batería y bongo.
- Daniel Ponce: Bata.
- Dwight Jackson, Jr.: Voz en "Future Shock".
- Lamar Wright: Voz en "Rough".
- Bernard Fowler, Roger Trilling y Nicki Skopelitis: Coros.